# Carmen Miguens de Avellaneda
Carmen Nóbrega Miguens de Avellaneda (Buenos Aires, 16 de julio de 1836 - ídem, 18 de febrero de 1899) fue la primera dama de Argentina entre 1874 y 1880, como esposa del presidente de la Nación, Nicolás Avellaneda. Era hija de Juan Nóbrega, portugués, y de Juliana Miguens. Contrajo matrimonio con Avellaneda el 23 de octubre de 1861 en la iglesia San Ignacio, en Buenos Aires. Formó parte de numerosas instituciones benéficas, por lo cual el Papa León XIII le otorgó varias distinciones y una condecoración religiosa.
- Datos: Q24960797